# FC Jazz
FC Jazz er en finsk fodboldklub fra Pori. Den blev grundlagt i 1934 som Porin Pallo-Toverit (PPT). Klubben skiftede navn i 1992.
FC Jazz spiller i finske række Kakkonen. Fra 1984 til 1988 og fra 1991 til 2004 spillede klubben i den øverste liga og har vundet to mesterskabstitler.

## Titler
- Finske mesterskab: 1993, 1996

## Kendte spillere
- Yuri Gavrilov
- Petri Helin
- Antti Sumiala

## Europæisk deltagelse
UEFA Champions League:
| Sæson     | Runde       | Modstander | Hjemme | Ude |
| --------- | ----------- | ---------- | ------ | --- |
| 1997-1998 | indl. runde | FC Lantana | 2-0    | 1-0 |
| 1997-1998 | 1. kvalif.  | Feyenoord  | 1-2    | 2-6 |

UEFA Cup:
| Sæson   | Runde       | Modstander     | Hjemme | Ude |
| ------- | ----------- | -------------- | ------ | --- |
| 1994-95 | 1. kvalif.  | F.C. København | 0-4    | 1-0 |
| 1996-97 | indl. runde | GÍ Gøta        | 3-1    | 1-0 |
| 1996-97 | 1. kvalif.  | Dynamo Moskva  | 1-3    | 1-1 |
| 1997-98 | 1. runde    | 1860 München   | 0-1    | 1-6 |

UEFA Intertoto Cup:
| Sæson | Runde    | Modstander          | Hjemme | Ude |
| ----- | -------- | ------------------- | ------ | --- |
| 2001  | 1. runde | Gloria Bistrița     | 1-0    | 1-2 |
| 2001  | 2. runde | Paris Saint-Germain | 1-4    | 0-3 |